# Различно еднакви
„Различно еднакви“ (на английски: Little Mosque on the Prairie) е канадски ситком и продуциран от WestWind Pictures, който се излъчва по CBC на 9 януари 2007 г. и свършва на 2 април 2012 г. Американската премиера на сериала е излъчена в Pivot през 2013 г. Сериалът е създаден от Зарка Науаз и участват Заиб Шайкх, Карло Рота, Шийла Маккарти, Ситара Хюит, Манодж Суд, Арлийн Дънкан, Дебра Макграт, Дерек Макграт, Брандън Фирла, Нийл Кроне и Алица Велани. Той е вдъхновен на книгата и телевизионния сериал „Малка къща в прерията“.

## В България
В България сериалът започва излъчване на 7 април 2015 г. с разписание всеки делник от 19:00 ч. с дублаж по bTV Comedy.
Дублажът е войсоувър на студио VMS и в него участват Йоанна Драгнева и Кристиян Фоков.